# Sumatra PDF

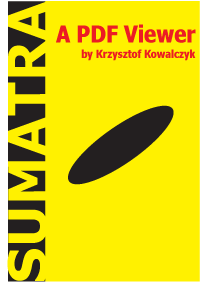
Altes Sumatra-PDF-Logo, welches von Alan Moores Watchmen-Cover inspiriert war.

Sumatra PDF ist ein freier, kleiner und schneller Dokumentenbetrachter für Windows, der ursprünglich nur für das Anzeigen von PDF-Dateien entwickelt wurde. Inzwischen unterstützt das Programm ebenso die Formate PS, XPS und OXPS, die E-Book-Formate DjVu, mobi, Comic Book (.cbr, .cbz, cb7 und cbt), EPUB, FictionBook (.fb2) und PalmDOC, das Format des Windows-Hilfesystems CHM sowie die Bilddateiformate TIFF (mehrseitig), TGA und JPEG XR. Sumatra PDF wird von Krzysztof Kowalczyk aus San Francisco entwickelt.

## Eigenschaften
Bei der Entwicklung von Sumatra PDF hatte Einfachheit höchste Priorität. So entstand ein auf das Wesentliche – das Betrachten von PDF-Dateien – reduziertes, sehr kleines Programm mit wenigen Funktionen. Da das Programm aus nur einer einzigen Datei besteht und keine weiteren externen Abhängigkeiten besitzt, ist es ideal für den portablen Einsatz. Dank der schlanken Oberfläche lädt und arbeitet das Programm sehr schnell.
Man kann eine oder mehrere Seiten gleichzeitig anzeigen lassen und in die Textdatei hinein- oder herauszoomen. Außerdem kann man zwischen Seiten hin und her springen, Ansichten drehen und Text im Dokument suchen. Alle Dokumente können direkt aus Sumatra heraus als E-Mail verschickt, als reine Textdatei gespeichert oder gedruckt werden. Text lässt sich entweder direkt mit der Maus markieren oder durch das Aufziehen eines Rechtecks mit Maus und gleichzeitig gedrückter Strg-Taste um den Text herum. Der in der Auswahl befindliche Text kann anschließend durch einen Menüpunkt bzw. mit einer Tastenkombination in die Zwischenablage kopiert werden.
Sumatra PDF wurde inzwischen in mehr als 60 Sprachen übersetzt, darunter auch Deutsch, und ist mit Wine auch auf Linux lauffähig.
Durch den Aufruf mit bestimmten Optionen kann das schnelle Beenden mit der Escape-Taste oder ein eingeschränkter Modus (Deaktivieren des Dateimenüs) eingeschaltet werden, wodurch sich das Programm ideal als Betrachter z. B. für Hilfedateien und Druckvorschau aus Anwendungen eignet. Das Aussehen und Verhalten von Sumatra PDF kann der Anwender durch Bearbeiten einer Konfigurationsdatei ändern.

### TeX-Unterstützung

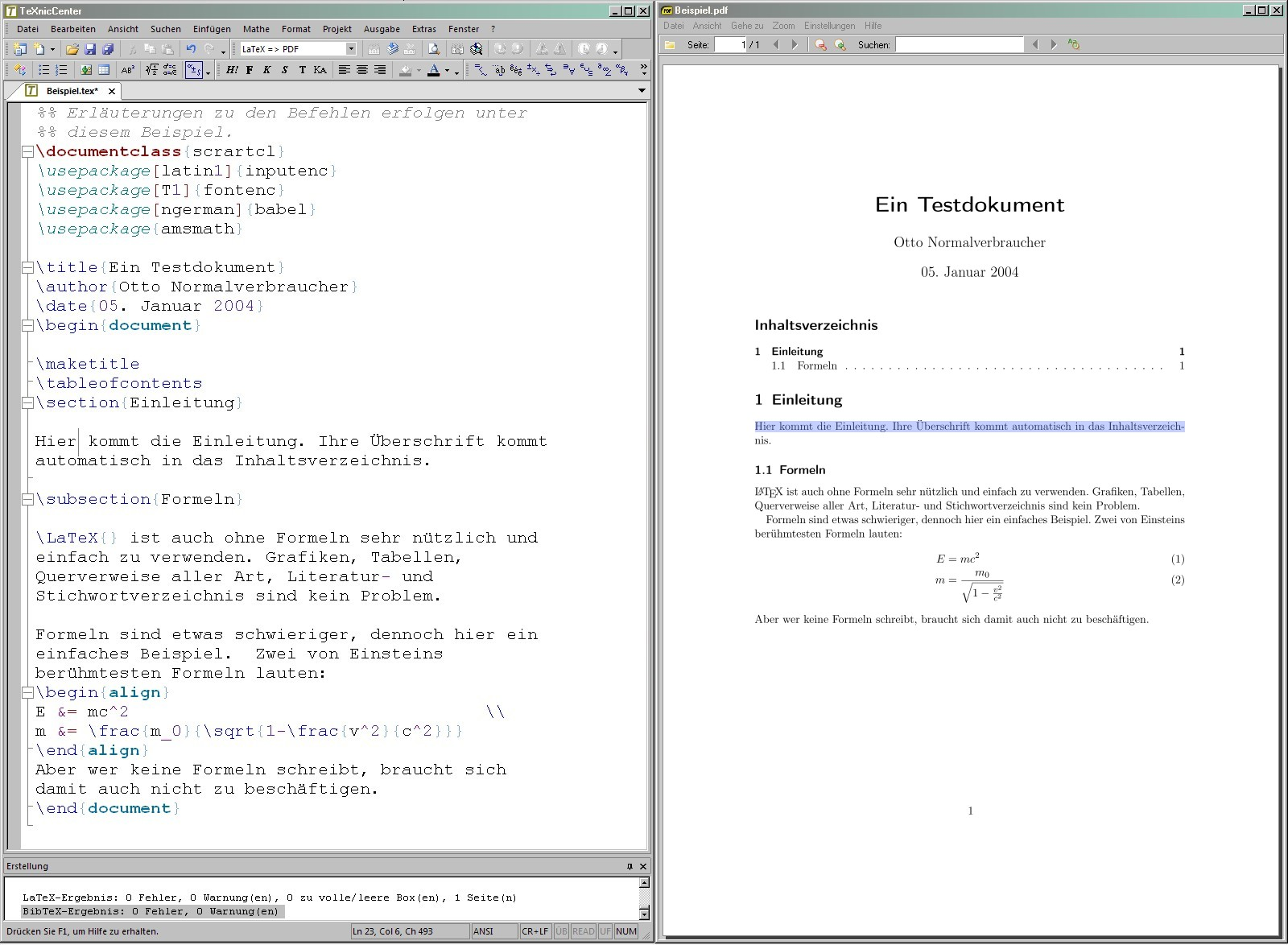
TeXnicCenter-Vorwärtssuche mit Hervorhebung in Sumatra PDF

Seit Version 0.8.1 (Mai 2008) enthält Sumatra PDF eine LaTeX-Unterstützung von William Blum. Es kann in Verbindung mit einem LaTeX-Editor so konfiguriert werden, dass LaTeX- und PDF-Datei mittels der LaTeX-Funktionen pdfsync oder SyncTeX synchronisiert werden. Die Kommunikation zwischen LaTeX-Editor und Sumatra geschieht über das DDE-Protokoll, das von vielen Editoren, wie TeXnicCenter und WinEdt, unterstützt wird. Durch Doppelklick auf eine Textstelle in Sumatra gelangt man zur entsprechenden Quelltextzeile in der LaTeX-Datei; umgekehrt gelangt man auch von der LaTeX-Quelldatei an die entsprechende Stelle in der PDF-Datei, wobei die entsprechende Stelle in Sumatra hervorgehoben wird.
Zur Erzeugung von PDF-Dokumenten mit pdfTeX oder XeTeX lässt sich Sumatra PDF unter anderem mit den Editoren TeXnicCenter, WinEdt, Emacs, Vim und Texmaker kombinieren.

## Entwicklungsgeschichte
Erstmals erschien das vor allem in C++ geschriebene Programm am 1. Juni 2006. Diese Version 0.1 nutzte noch Xpdf als PDF-Render-Programmbibliothek.
Mit Version 0.2 (August 2006) erfolgte der Umstieg auf Poppler als Renderer. Wegen der besseren Unterstützung der Windows-Plattformen wurde zusätzlich der Renderer des Dokumentenbetrachters MuPDF eingebaut. Poppler wurde mit Version 0.9 (August 2008) endgültig entfernt, damit basiert Sumatra PDF ausschließlich auf MuPDF.
Die erste inoffizielle Übersetzung ins Deutsche wurde im Juni 2007 durch Lars Wohlfahrt vorgenommen; diese legte den Grundstein für die in Version 0.7 (Juli 2007) eingeführte Mehrsprachigkeit.
Die Lizenz von Sumatra PDF wurde im Juli 2009 von GPLv2 auf GPLv3 geändert, da auch MuPDF seine Lizenz geändert hatte.
Die Version 1.0 von Sumatra PDF wurde am 17. November 2009 veröffentlicht.
Eine Übersetzung der PDF-Dateien in Rastergrafik vor dem Drucken findet von Version 1.2 an nicht mehr statt, was den Druckvorgang beschleunigen und Ressourcen einsparen soll. Das Markieren von Text mit der Maus wurde in Version 1.3 dem Verhalten des Adobe Reader angepasst.
Seit Version 1.4 kann ein Plug-in für die Webbrowser Mozilla Firefox, Opera und Google Chrome installiert werden. Auch lassen sich nun AES-256-verschlüsselte PDF-Dokumente darstellen. Die Unterstützung für XPS und Comic Book wurde in Version 1.5 integriert. Im Browser-Plug-in kann ein Dokument mittels des Kontextmenüs gedruckt oder gespeichert werden.
Mit der 2011 veröffentlichten Version 1.6 wurde das Anzeigen von DjVu- und (vorausgesetzt Ghostscript ist installiert) auch von PostScript-Dokumenten ergänzt sowie eine noch experimentelle Vorschaufunktion für PDF-Dokumente im Explorer für Windows Vista und 7 eingebaut, was bisher lediglich in den 32-Bit-Versionen problemlos funktioniert. Zudem können nun auch Bildformate angezeigt und das Programm kann somit als alternativer Bildbetrachter verwendet werden.
Seit Version 2.0 (April 2012) ist der Sumatra-PDF-Reader in der Lage, E-Book-Formate zu lesen. Dafür wurde das Layout behutsam an das Aussehen eines klassischen E-Book-Lesegerätes angenähert. In Version 3.4 (24. Mai 2022) wurde die Unterstützung für EPUB deutlich verbessert, was aufwendig formatierten Büchern wie Reiseführern zugutekommt.

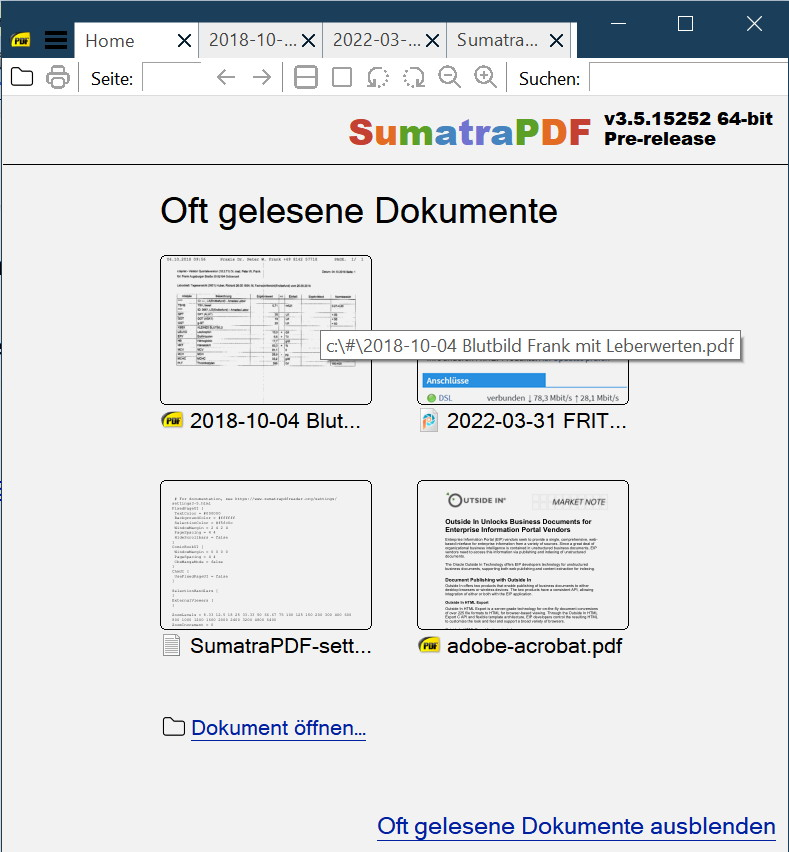
SumatraPDF 3.5 im Schwarz-weiß-Design (Oktober 2022)

Mit Version 2.3 (Mai 2013) wurde vorübergehend die Unterstützung für Prozessoren ohne SSE2-Befehlssatz eingestellt. Das hatte zur Folge, dass das Programm auf Prozessoren älter als Intel Pentium 4 oder AMD Athlon 64 nicht mehr lauffähig war. Nach massiven Nutzerprotesten wurde diese Änderung nur einen Tag später mit Version 2.3.1 wieder rückgängig gemacht. Aus Zeitgründen wird die zugrunde liegende Version von MuPDF seit 2013 nicht mehr aktualisiert, weshalb Sumatra PDF unter anderem nicht das Ausfüllen von PDF-Formularen unterstützt, das in MuPDF seit einigen Jahren möglich ist.
Im Februar 2014 entzog die Free Software Foundation Europe die vorher bestehende Empfehlung von Sumatra PDF als freie Software. Der Grund war die Verwendung der UnRAR-Bibliothek, deren Lizenz von der FSF als nicht frei eingeordnet wird. In Version 3.0 (Oktober 2014) wurde der problematische Code ersetzt, so dass Sumatra PDF von der FSF wieder als vollständig freie Software angesehen wird. Bei Verarbeitungsproblemen komprimierter Comic Books besteht dennoch die Möglichkeit, UnRAR einzusetzen, indem die fragliche Bibliothek manuell hinzugefügt wird. Weiterhin wurde in Version 3.0 die Comic-Book-Unterstützung um LZMA- und PPMd-Komprimierung erweitert; auch wird das PalmDOC-Format unterstützt. Comic Books können nun als PDF-Dokumente gespeichert werden.
Seit Version 3.1 (Oktober 2015) gibt es Sumatra PDF auch in einer 64-Bit-Version.
Ab der Version 3.3 (Juli 2021) zeigt sich der PDF-Viewer mit einer neuen Toolbar in Schwarz-Weiß.

## Name und Aussehen
Nach Aussage des Autors soll der Name Sumatra keine Hommage an die Insel Sumatra oder an Kaffee sein; vielmehr gebe es keine besonderen Gründe für die Wahl dieses Namens.